# العلاقات التركية الغانية
العلاقات التركية الغانية هي العلاقات الثنائية التي تجمع بين تركيا وغانا.

## مقارنة بين البلدين
هذه مقارنة عامة ومرجعية للدولتين:
| وجه المقارنة                                              | تركيا         | غانا         |
| --------------------------------------------------------- | ------------- | ------------ |
| المساحة (كم2)                                             | 783.56 ألف    | 238.53 ألف   |
| عدد السكان (نسمة)                                         | 80.14 مليون   | 26.91 مليون  |
| الكثافة السكانية (ن./كم²)                                 | 102.28        | 112.82       |
| العاصمة                                                   | أنقرة         | أكرا         |
| اللغة الرسمية                                             | اللغة التركية | لغة إنجليزية |
| العملة                                                    | ليرة تركية    | سيدي غاني    |
| الناتج المحلي الإجمالي (بليون دولار)                      | 851.10 مليار  | 47.33 مليار  |
| الناتج المحلي الإجمالي (تعادل القوة الشرائية) بليون دولار | 1.57 تريليون  | 115.41 مليار |
| الناتج المحلي الإجمالي الاسمي للفرد دولار أمريكي          | 9.12 ألف      | 1.37 ألف     |
| الناتج المحلي الإجمالي للفرد دولار أمريكي                 | 19.79 ألف     | 4.08 ألف     |
| مؤشر التنمية البشرية                                      | 0.761         | 0.579        |
| رمز المكالمات الدولي                                      | +90           | +233         |
| رمز الإنترنت                                              | .tr           | .gh          |
| المنطقة الزمنية                                           | ت ع م+03:00   | 00           |

## منظمات دولية مشتركة
يشترك البلدان في عضوية مجموعة من المنظمات الدولية، منها:
| علم المنظمة | اسم المنظمة                                                | تاريخ انضمام تركيا | تاريخ انضمام غانا |
| ----------- | ---------------------------------------------------------- | ------------------ | ----------------- |
|             | مؤسسة التنمية الدولية                                      | 22 ديسمبر 1960     | 29 ديسمبر 1960    |
|             | يونسكو                                                     | 4 نوفمبر 1946      | 11 أبريل 1958     |
|             | وكالة ضمان الاستثمار متعدد الأطراف                         | 3 يونيو 1988       | 29 أبريل 1988     |
|             | الأمم المتحدة                                              | 24 أكتوبر 1945     | 8 مارس 1957       |
|             | العملية المشتركة للاتحاد الأفريقي والأمم المتحدة في دارفور | ?                  | ?                 |
|             | الفريق المعني برصد الأرض                                   | ?                  | ?                 |
|             | الاتحاد البريدي العالمي                                    | ?                  | ?                 |
|             | البنك الدولي للإنشاء والتعمير                              | 11 مارس 1947       | 20 سبتمبر 1957    |
|             | الاتحاد الدولي للاتصالات                                   | 1866               | 17 مايو 1957      |
|             | منظمة حظر الأسلحة الكيميائية                               | ?                  | ?                 |
|             | مؤسسة التمويل الدولية                                      | 19 ديسمبر 1956     | 3 أبريل 1958      |
|             | المركز الدولي لتسوية المنازعات الاستشارية                  | 2 أبريل 1989       | 14 أكتوبر 1966    |
|             | منظمة التجارة العالمية                                     | 26 مارس 1995       | ?                 |
|             | منظمة الشرطة الجنائية الدولية                              | ?                  | ?                 |
|             | البنك الإفريقي للتنمية                                     | ?                  | ?                 |

## أعلام
هذه قائمة لبعض الشخصيات التي تربطها علاقات بالبلدين:
- ريتشارد كينغسون (لاعب كرة قدم غاني، 13 يونيو 1978[20] – )

## وصلات خارجية
- موقع وزارة الخارجية التركية
- موقع وزارة الخارجية الغانية